# Ravageurs du cocotier
Liste non exhaustive des ravageurs du cocotier (Cocos nucifera)

## Oiseaux
- Cacatua ducorpsii Pucheran, cacatoès de Ducorps, Cacatuidae

## Mammifères
- Rattus rattus Linnaeus, Muridae
- Pteropus spp. Erxleben, renards-volants, Pteropodidae

## Insectes

### Coléoptères
- Apogonia cribricollis Burmeister, Melolonthidae
- Brontispa longissima Gestro, bronstipe ou hispine du cocotier Chrysomelidae
- Brontispa mariana Spaeth Chrysomelidae
- Brontispa limbata Waterhouse Chrysomelidae
- Coelaenomenodera elaidis Maulik  Hispidae
- Diocalandra taitensis Guérin, Dryophthoridae
- Diocalandra frumenti Fabricius, Dryophthoridae
- Homalinotus coriaceus Gyllenhal, Curculionidae
- Leucopholis coneophora Burmeister, Melolonthidae
- Melitomma insulare Fairmaire,	Lymexylonidae
- Oryctes rhinoceros Linnaeus, Dynastidae
- Oryctes monoceros Olivier, Dynastidae
- Plesispa reichei Chapuis, Chrysomelidae
- Promecotheca coeruleipennis Blanchard, Chrysomelidae
- Promecotheca papuana Csiki, Chrysomelidae
- Promecotheca opacicollis Gestro, Chrysomelidae
- Promecotheca cumingi Baly, Chrysomelidae
- Rhabdoscelus obscurus Boisduval, Curculionidae
- Rhinostomus barbirostris Fabricius, Dryophthoridae
- Rhinostomus afzelii Fåhraeus, Dryophthoridae
- Rhynchophorus ferrugineus Olivier, charançon rouge des palmiers Curculionidae
- Rhynchophorus schach Olivier, Curculionidae
- Rhynchophorus papuanus Kirsch, Curculionidae
- Rhynchophorus palmarum, charançon du palmier Linnaeus, Curculionidae
- Rhynchophorus phoenici Fabricius, Curculionidae
- Sparganobasis subcruciatus Marshall, Dryophthoridae
- Xyleborus perforans Wollaston, Scolytidae

### Hémiptères
- Aonidiella aurantii Maskell, pou de Californie, Coccidae
- Aspidiotus destructor Signoret, cochenille transparente du cocotier, pou du cocotier, Coccidae
- Chrysomphalus ficus Ashmead, pou rouge de Floride, Coccidae
- Eucalymnatus tesselatus Signoret, cochenille plate des serres, Coccidae
- Ischnaspis longirostris Signoret, cochenille longirostre, Coccidae
- Pinnaspis buxi Bouché, cochenille longirostre, Coccidae

### Hyménoptères
- Azteca cartifex Forel Formicidae
- Dorylus orientalis Westwood Formicidae
- Oecophylla smaragdina Fabricius, fourmi tisserande Formicidae

### Isoptères
- Coptotermes curvignathus Holmgren, Rhinotermitidae
- Microtermes biroi Desneux, Termitidae
- Neotermes rainbowi Hill, Kalotermitidae

### Lépidoptères
- Acanthopsyche hypoleuca Hapson et A cana Hampson, Psychidae
- Acritocera negligens Butler, Cossidae
- Agonoxena argaula Meyrick, Elachistidae
- Amathusia phidippus Linnaeus, Nymphalidae
- Batrachedra arenosella Walker, Batrachedridae
- Batrachedra peroptusa Meyrick, Batrachedridae
- Brachartona catoxantha Hampson, Zygaenidae
- Brassolis sophorae Linnaeus, Nymphalidae
- Brassolis astyra Goadrt, Nymphalidae
- Cadra cautella Walker, Pyralidae
- Castnia daedalus Cramer, Castniidae
- Castnia licus Drury, Castniidae
- Chalcocelis albiguttata Snellen, Limacodidae
- Chalconycles catori Jordan, Zygaenidae
- Cyclodes omma van der Hoeven, Noctuidae
- Contheyla rotunda Hampson, Limacodidae
- Elymnias hypermnestra Linnaeus, Nymphalidae
- Gangara thyrsis Fabricius Hesperiidae
- Omiodes blackburni (Butler), Crambidae
- Hidari irava Moore & Horsfield, Hesperiidae
- Atheloca subrufella (Hulst), Pyralidae
- Levuana iridescens Bethune-Baker, Zygaenidae
- Mabasena corbetti Tams, Psychidae
- Macroplectra nararia Moore, Limacodidae
- Nephantis serinopa Meyrick, Autostichidae
- Parasa lepida Cramer, Limacodidae
- Pimelephila ghesquieri Tams, Crambidae
- Setora nitens Walker, Limacodidae
- Telicota palamarum Moore, Hesperiidae
- Tirathaba complexa Butler, Pyralidae
- Tirathaba mundella Walker, Pyralidae
- Tirathaba rufivena Walker, Pyralidae

### Orthoptères
- Aularches miliaris Linnaeus, Acrididae
- Cardiodactylus novae-guinae Haan, Gryllidae
- Graeffea crouani Le Guillou, Phasmatidae
- Locusta migratoria manilensis Meyen, Acrididae
- Locusta migratoria migratorioides Reiche & Fermaire, Acrididae
- Nomadacris septemfasciata Serville, Acrididae
- Oxya chinensis Thunberg, Acrididae
- Schistocerca gregaria Forsskål, Acrididae
- Sexava spp. , Tettigoniidae
- Tropidacris cristata Linnaeus, Acrididae
- Tropidacris dux Drury, Acrididae
- Valanga nigricornis Burmeister, Acrididae

### Phasmoptères
- Graeffea crouani Le Guillou, Phasmatidae
- Graeffea seychellensis Ferrari,  Phasmatidae
- Ophicrania leveri Günther, Phasmatidae

## Crustacés
- Birgus latro Linnaeus, crabe de cocotier Paguridae

## Acariens
- Aceria guerreronis Keifer,, acarien du cocotier,  Eriophyidae
- Raoiella indica Hirst, Tenuipalpidae
- Tetranychus fijiensis Hirst, Tetranychidae

## Nématodes
- Rhadinaphelenchus cocophilus Cobb, Tylenchidae